# Dziedzickia penai
Dziedzickia penai är en tvåvingeart som beskrevs av Duret 1979. Dziedzickia penai ingår i släktet Dziedzickia och familjen svampmyggor. Inga underarter finns listade i Catalogue of Life.